# William Bullock
William Bullock (ca. 1773–1849) fue un viajero, naturalista y anticuario inglés.

## Biografía
Bullock fue el hijo de William Bullock y su esposa Elizabeth, propietarios de un museo de cera itinerante. Comenzó como orfebre y joyero en Birmingham. En 1795 marchó a Liverpool, donde fundó un museo de curiosidades naturales en Lord Street.
Si bien todavía trabajaba como joyero y orfebre, en 1801 publicó un catálogo descriptivo de las obras de arte, sala de armas, objetos de historia natural, y otras curiosidades de la colección, algunos de los cuales habían sido traídos por miembros de las expediciones de James Cook. En 1809, se trasladó a Londres y la colección se alojó por primera vez en Piccadilly, en 1812, en el recién construido Egyptian Hall (Sala Egipcia), siendo extremadamente popular. La colección, que incluía más de 32.000 artículos, se comercializó en subasta en 1819.

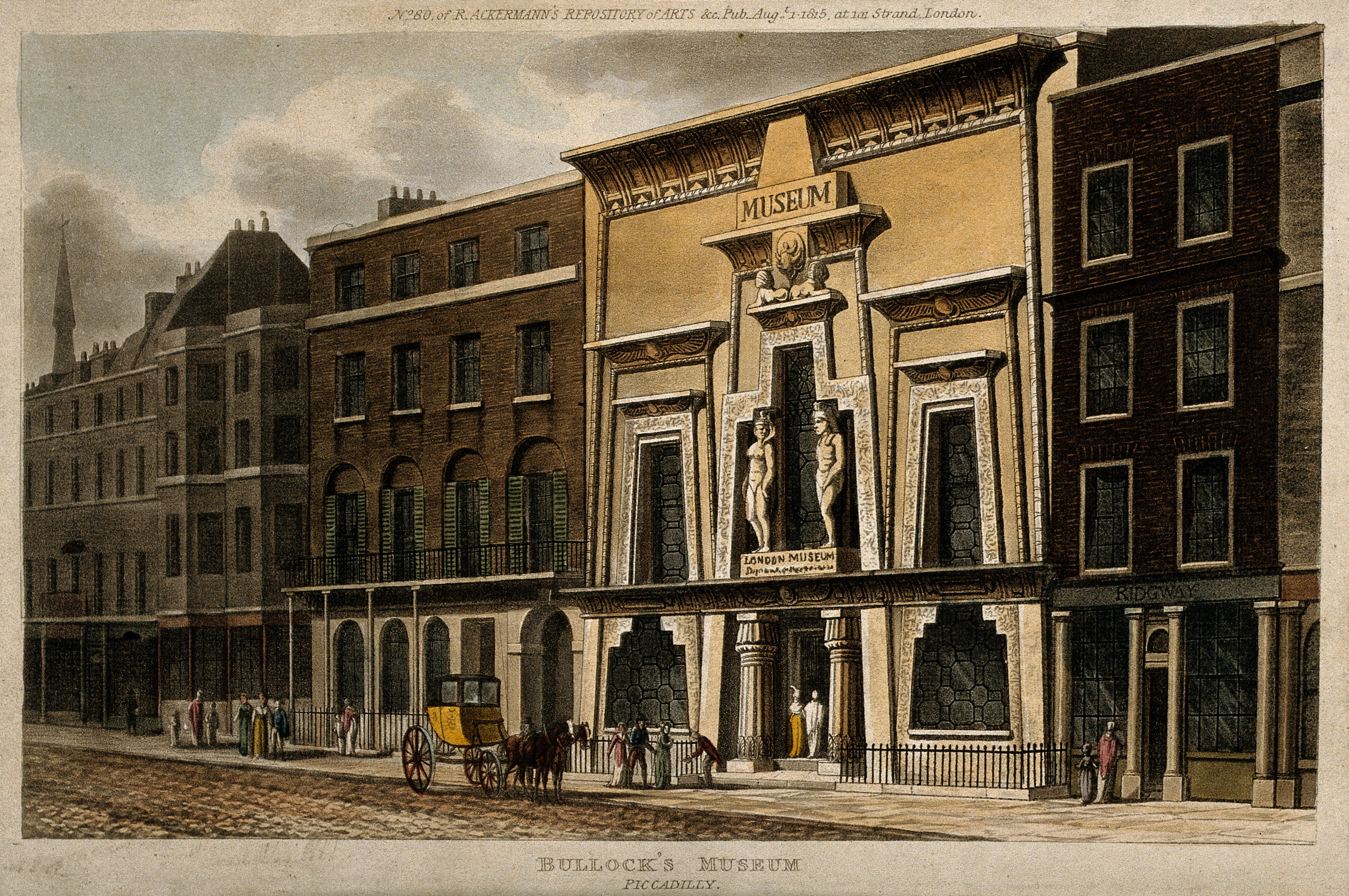
Egyptian Hall, Piccadilly, Londres; 1815.

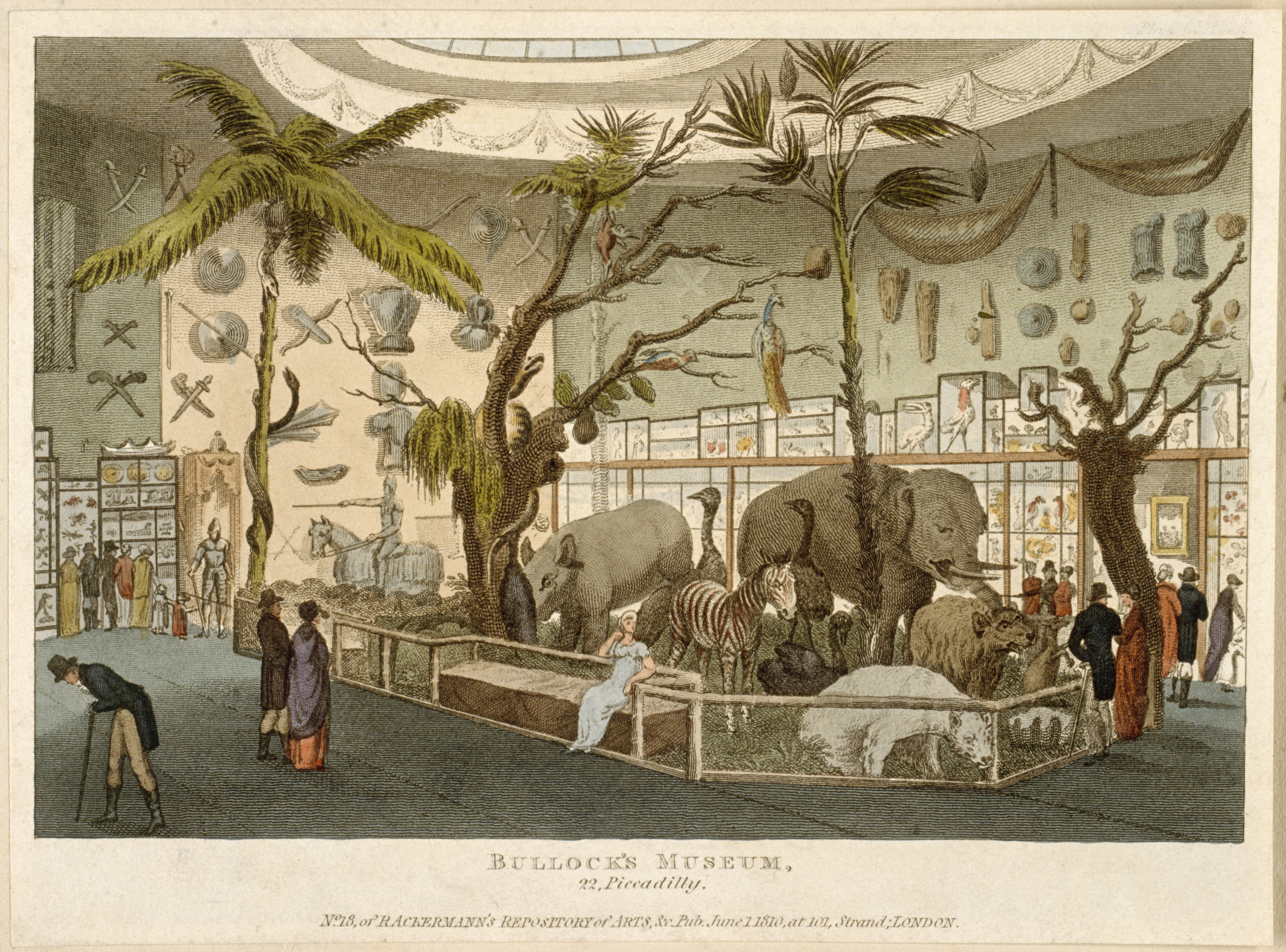
Interior del Egyptian Hall; 1812.

William Bullock vendió en 1819 un espécimen de la colección a William Elford Leach para el Museo Británico por £5,15. En la misma venta Leach compró también un ejemplar de Alca gigante (Pinguinus impennis) y un huevo por £16.
En 1822 Bullock viajó a México dónde, por concesión del gobierno, se involucró en la explotación de una mina de plata. Trajo muchos artefactos y especímenes que formaron una nueva exhibición en el Egyptian Hall.
Realizó una segunda visita a México y a los Estados Unidos en 1827. Bullock compró un terreno a orillas del río Ohio a Thomas D. Carneal, donde propuso la construcción de una comunidad utópica llamada Hygeia (una palabra griega que significa salud) diseñada por John Buonarotti Papworth. No tuvo éxito, aunque algunas personas, como Frances Trollope, participaran. Bullock vendió el terreno a Israel Ludlow, Jr. en 1846.
Vuelve a Londres en 1843, y muere en Harley Terrace, Chelsea. Fue enterrado en St Mary's Church, Chelsea, el 16 de marzo de 1849.

## Abreviatura (zoología)
La abreviatura Bullock  se emplea para indicar a William Bullock como autoridad en la descripción y taxonomía en zoología.